# Delta 9
Dave Rodgers (poznat kao Delta 9) je američki hardcore/gabber producent i DJ iz Chicaga.
Delta 9 producira od 1994., započevši s pločama Deep 13,Doomz Day Celebration i Hate Tank. Mnoga njegova izdanja s Industrial Strength Recordsa potječu još od 1995. Delta 9 je također vlasnik Psychotik Recordsa (osnovanog 2002.), i ima preko 40 samostalnih 12" inčnih izdanja (uključujući i pod njegovim nadimkom "The Imposters").
Delta 9 se pojavljuje na preko 200 kompilacija uključujući Thunderdomeove, Hellraiserove, Third Movement's Demolitionove, Mystery Landove i Masters of Hardcoreove kompilacije. Također je radio mnoge remikseve za sastave uključujući Corrosion of Conformity, Napalm Death, The Berzerker i Soil.
18. siječnja 2008., Delta 9 je najavio početak distribucije njegovih radova iz njegove nove diskografske kuće "Devil Times Nine" preko Sound&Base Musica, počevši s pločom From Darkness u veljači 2008.
Nadimak "Delta 9" je preuzeo iz naziva Δ9THC (puno ime za delta-9-tetrahidrokanabinol), obično poznatog kao "THC", glavnog aktivnog kemijskog spoja u marihuani.

## Vanjske poveznice
- Delta 9 diskografija
- Delta 9 MySpace
- Delta 9 u Industrial Strength Recordsu  Arhivirana inačica izvorne stranice od 2. ožujka 2010. (Wayback Machine)